# Typhlatya monae
Typhlatya monae е вид десетоного от семейство Atyidae. Видът не е застрашен от изчезване.

## Разпространение
Разпространен е в Антигуа и Барбуда, Доминиканска република, Колумбия, Кюрасао, Пуерто Рико и Хондурас.